# Herb gminy Dobroń
Herb gminy Dobroń – symbol gminy Dobroń.

## Wygląd i symbolika
Herb przedstawia tarczę herbową czwórdzielną (w krzyż). Pole górne (heraldycznie) prawe w kolorze złotym z napisem 1398 o cyfrach czerwonych, lewe - w kolorze niebieskim, na nim trąbka w lewo złota, za trąbką słup czerwony. Pole dolne (heraldycznie) prawe w kolorze niebieskim, na nim sylwetka drzewa złota nad takąż strugą. W polu dolnym (heraldycznie) lewym w kolorze złotym, trzy kłosy zielone. Data 1398 to rok pierwszej wzmianki o Dobroniu, trąbka symbolizuje tutejszą orkiestrę dętą. Kłosy to symbol rolnictwa.